# Горноджумайски партизански отряд „Никола Калъпчиев“

Горноджумайски партизански отряд „Никола Калъпчиев“ е подразделение на Четвърта Горноджумайска въстаническа оперативна зона на НОВА по време на партизанското движение в България (1941-1944). Действа в района на Горна Джумая (дн. Благоевград).
Първите партизани Никола Калъпчиев и Гроздан Николов създават Горноджумайската чета през юли 1941 г. Командир е Никола Калъпчиев. Снабдява се с оръжие от разбитата отбранителна линия Метаксас при нападението на Третия райх срещу Гърция. През февруари 1943 година от разрасналата се чета е сформиран отряд „Никола Калъпчиев“. Наименуван е на загиналия партизански командир Никола Калъпчиев. Командир е Арсо Пандурски, политкомисар Стойне Лисийски.
Провежда акции в Бистришкото лесничейство, железопътната линия Царево село - Горна Джумая, горското стопанство „Добро поле“ и „Картала“, горския пункт „Банско“, мина „Пирин“, с. Брежани и с. Бистрица. Води тежък бой при с. Белица.
В началото на месец август 1944 г. се влива в сборния Рило-пирински отряд и участва в Жабокрекската акция.
На 9 септември 1944 г. установява властта на ОФ в с. Марулево, гр. Горна Джумая и гр. Разлог.
На 16 септември 1944 г. в сражение с германски части при с. Дзвегор загива голяма част от отряда, сред които са командирът Асен Дерменджиев и заместник-командирът Георги Грънчаров от Горна Джумая.

## Участници
- Никола Калъпчиев – първи командир на отряда
- Арсо Пандурски – командир (до 29 януари 1944)
- Стойне Лисийски – политически комисар
- Асен Дерменджиев – командир (от юли 1944)
- Георги Грънчаров – заместник-командир
- Веса Бараковска
- Станке Лисичков
- Марийка Георгиева
- Владо Чимев
- Станой Крекмански
- Стефка Филипова